# 1942 – Ostfront
1942 – Ostfront (Originaltitel: russisch Ржев Rschew) ist ein russischer Kriegsfilm des Regisseurs Igor Kopylow aus dem Jahr 2019.

## Handlung
Der Film erzählt von einer der Episoden der Schlacht von Rschew während des Großen Vaterländischen Krieges. Eine Kompanie sowjetischer Soldaten, die bereits schwere Verluste erlitten hat, besetzt das Dorf Owsjannikowo und erhält vom Kommando den Befehl, es um jeden Preis zu halten. Der Film spielt sich über einen Tag hinweg ab. Das Unternehmen unterstützt den erfolglosen Angriff der Nachbarn auf das Dorf Usowo; im Keller der Kaya-Kirche in Owsjannikowo finden Soldaten die Leichen der vom Feind erschossenen Anwohner. Es stellt sich heraus, dass einer der Soldaten ein Krimineller ist, der die Dokumente anderer Leute gestohlen hat, aber seine Kollegen entschieden, ihn nicht auszuliefern. Ein „Sondern Offizier“ taucht im Dorf auf, der wegen Flugblättern, die von einem deutschen Flugzeug verstreut wurden und zur Kapitulation aufforderte, dorthin geschickt wurde. Er findet solche Flugblätter bei einem der Soldaten und verhaftet ihn als Verräter. Auf dem Weg durch das Feld wird der Sonder Offizier jedoch verwundet, sodass er und der festgenommene Mann (ein Privatmann mit dem Spitznamen „Daddy“) sich in Kratern verstecken und auf die Nacht warten.
Bald starteten die Deutschen einen Gegenangriff auf Owsjannikovo. Papa tötet zwei feindliche Maschinengewehr-Schützen und eröffnet von hinten das Feuer auf die Angreifer, aber sie besetzen immer noch die Kirche; Papa und der Sonder Offizier versuchen, zu ihren Leuten zu gelangen und sterben. Die Deutschen beschließen, nicht mehr anzugreifen, sondern Owsjannikovo mit Minen zu bombardieren. Einer der sowjetischen Soldaten belauscht ihr Gespräch und meldet es dem Kompaniechef. Er befiehlt, das Dorf zu verlassen, bleibt mit zwei weiteren Soldaten zurück, um den Rückzug abzudecken, und verlässt nach dem Beschuss auch das Dorf. Der Oberstleutnant befiehlt ihm, Owsjannikovo sofort mit den überlebenden Soldaten zurückzuerobern. Er erklärt dem Kompaniechef, dass der Hauptschlag anderswo erfolgen wird und die Deutschen nun davon ausgehen müssen, dass die Hauptrichtung Owsjannikovo ist. Im Finale läuft eine unterbesetzte Kompanie nachts über ein schneebedecktes Feld zu einem in Flammen stehenden Dorf.

## Produktion und Veröffentlichung
Regie führte Igor Kopylow, der auch das Drehbuch dazu schrieb. Der Produzent war Sergei Schtscheglow. Die Musik komponierte Maksim Koschewarow. Für die Kameraführung war Jewgeni Kordunski verantwortlich. Erstmals veröffentlicht wurde der Film am 5. Dezember 2019 in Russland. Am 22. Januar 2021 erschien der Film in einer ungekürzten Fassung mit der Altersfreigabe „ab 18 Jahren“ in Deutschland.

## Rezeption
„Die von unnachgiebig naturalistischer Ausmalung der Brutalität getriebene Inszenierung ist vergleichsweise frei von Pathos und konzentriert sich auf die Kriegsrealität für die kämpfenden (sowjetischen) Soldaten. Heldenbilder bleiben dabei allerdings nicht ganz aus.“